# Мюльберг (Эльба)
Мюльберг (нем. Mühlberg) — город в Германии, в земле Бранденбург.
Входит в состав района Эльба-Эльстер.  Занимает площадь 88,56 км². Официальный код — 12 0 62 341.
Город подразделяется на 5 городских районов.

## Население
| Год  | Население |
| ---- | --------- |
| 1990 | 6 076     |
| 1995 | 5 662     |
| 2000 | 5 185     |
| 2005 | 4 698     |
| 2010 | 4 244     |
| 2015 | 3 856     |
| 2020 | 3 630     |

## История
24 апреля 1547 года у города состоялось сражение, в ходе которого армия императора Карла V победила войска Шмалькальденского союза.
В период с 1939 по 1945 года неподалёку от Мюльберга находился немецкий концлагерь Шталаг IV-B.

## Галерея

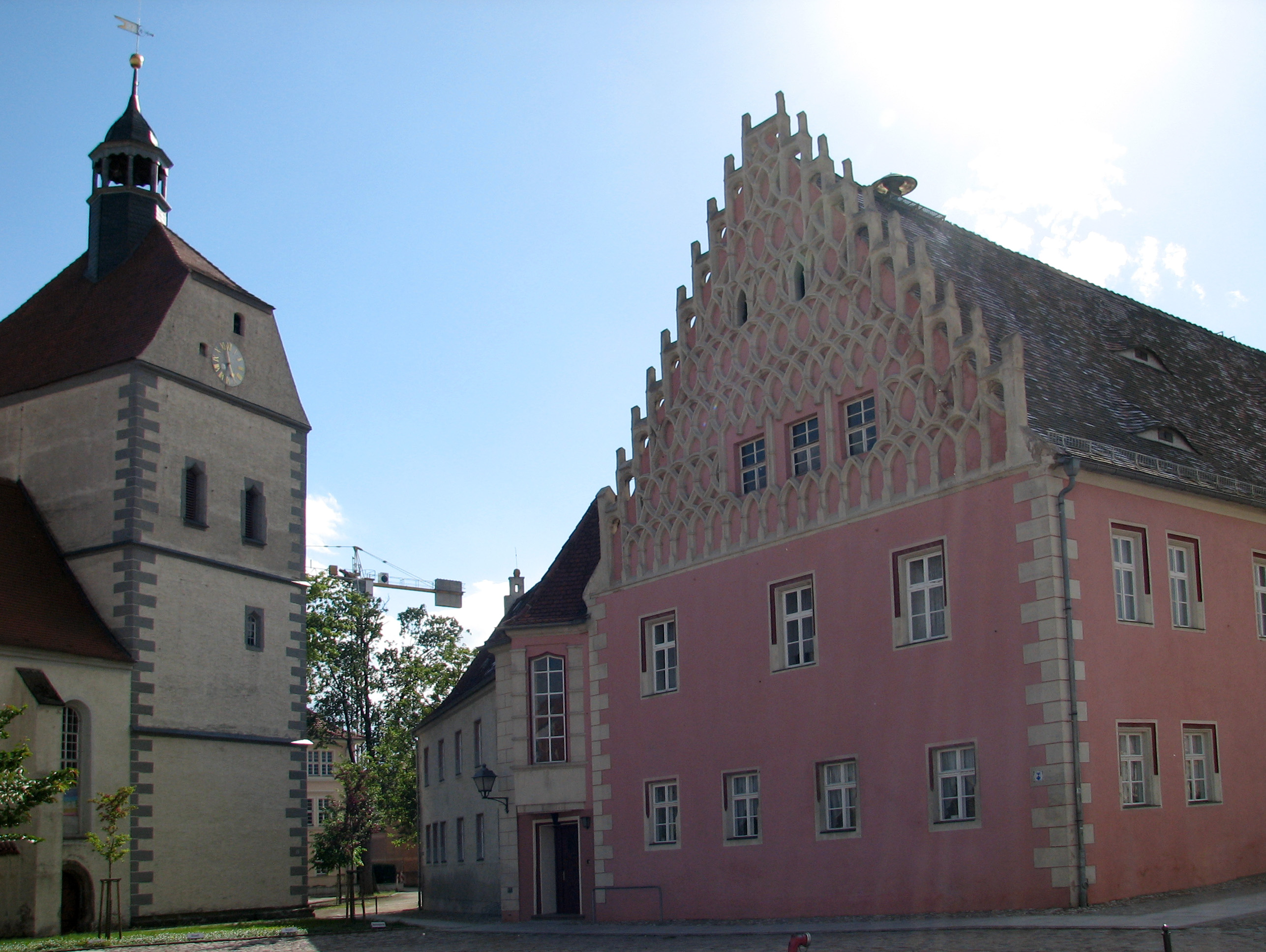
Кирха и Ратуша
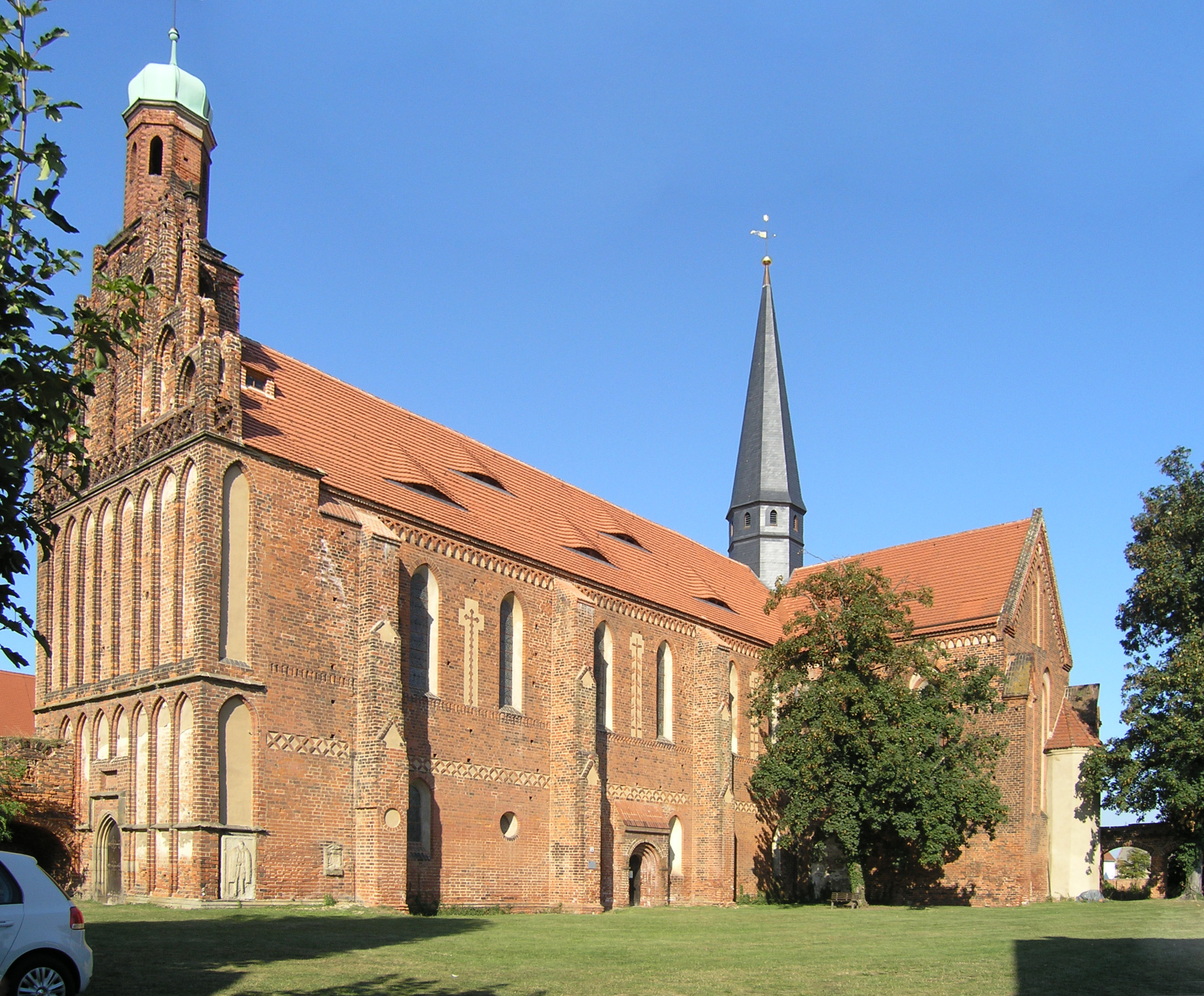
Монастырская кирха
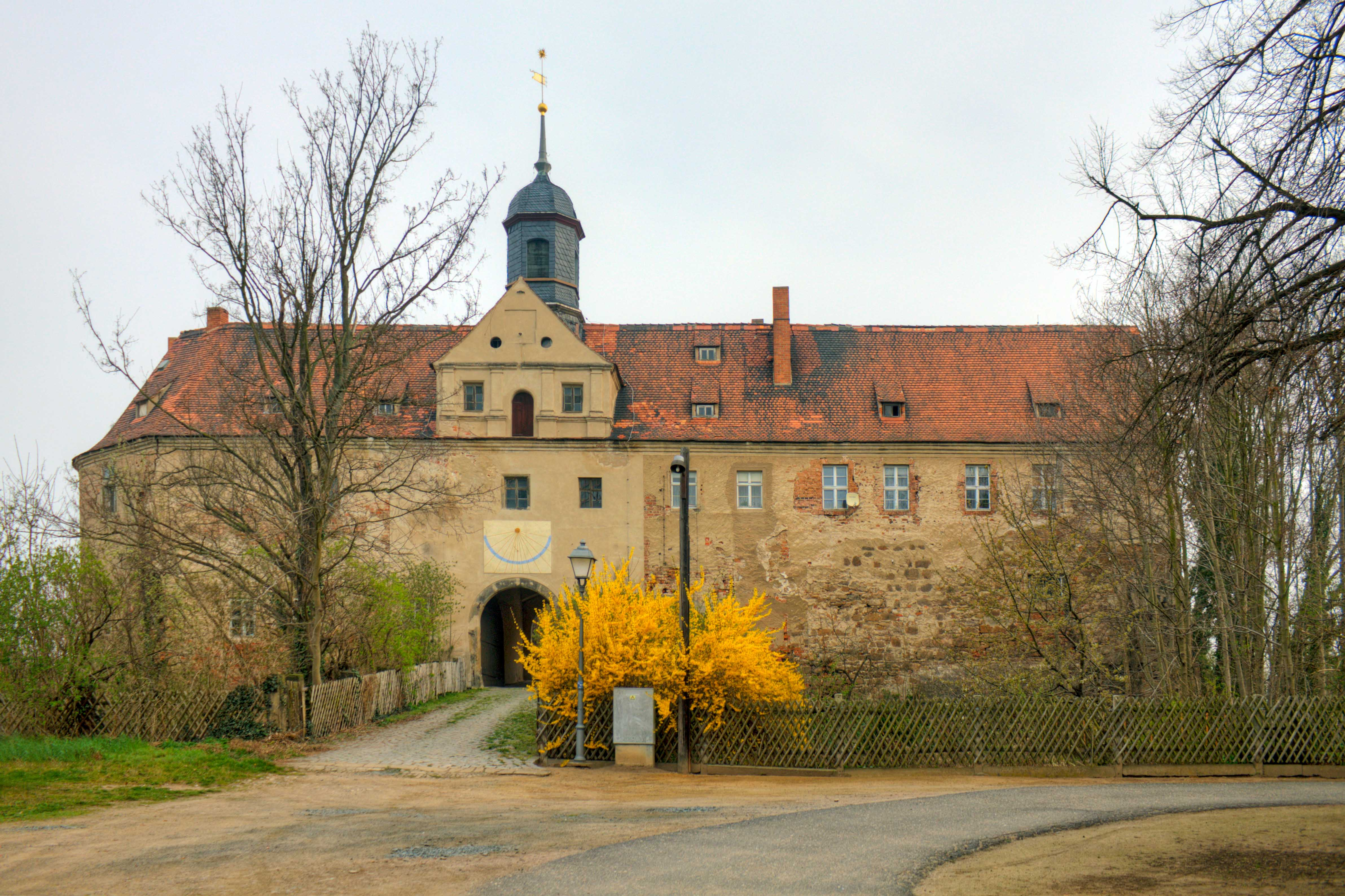
Замок Мюльберг
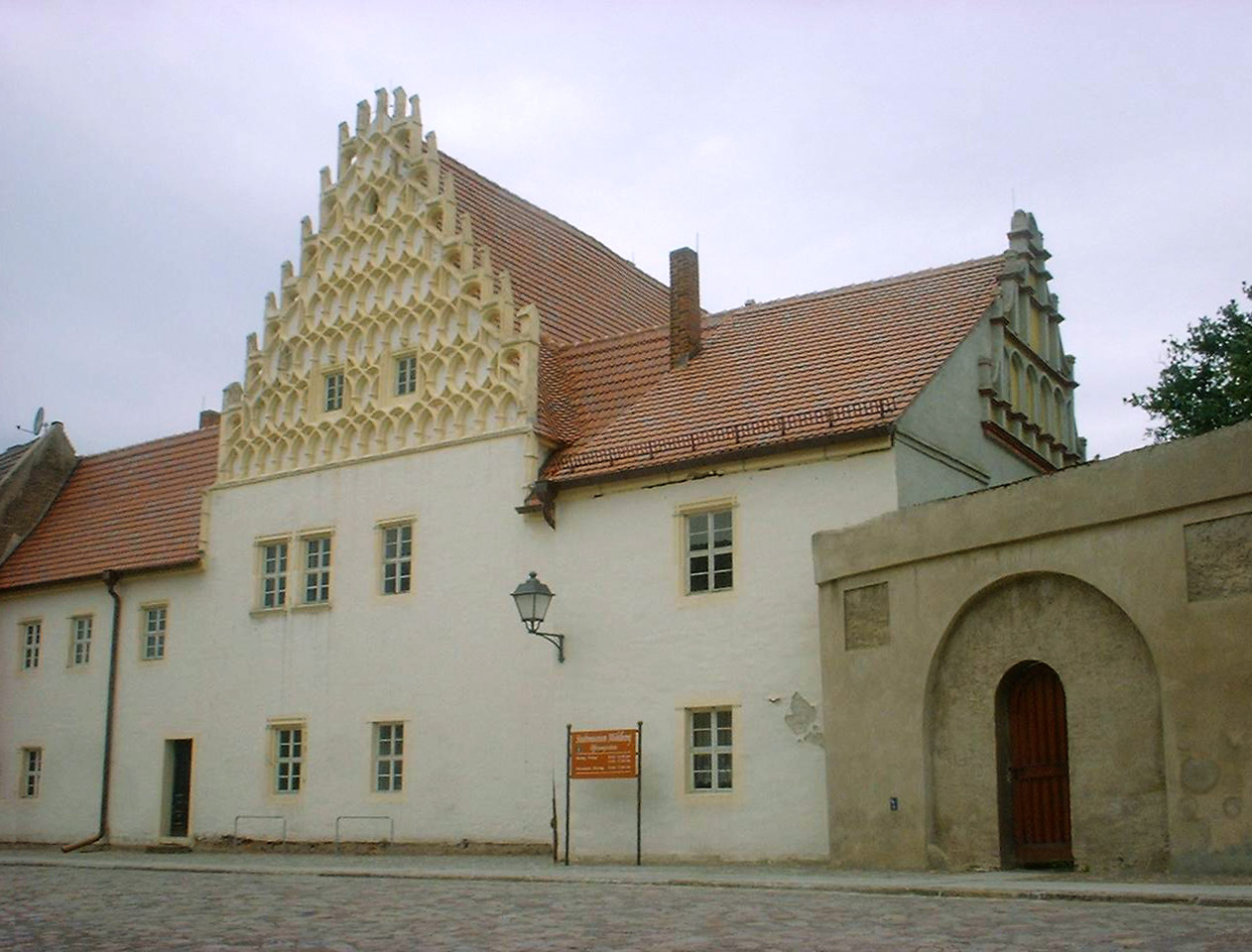
Propstei
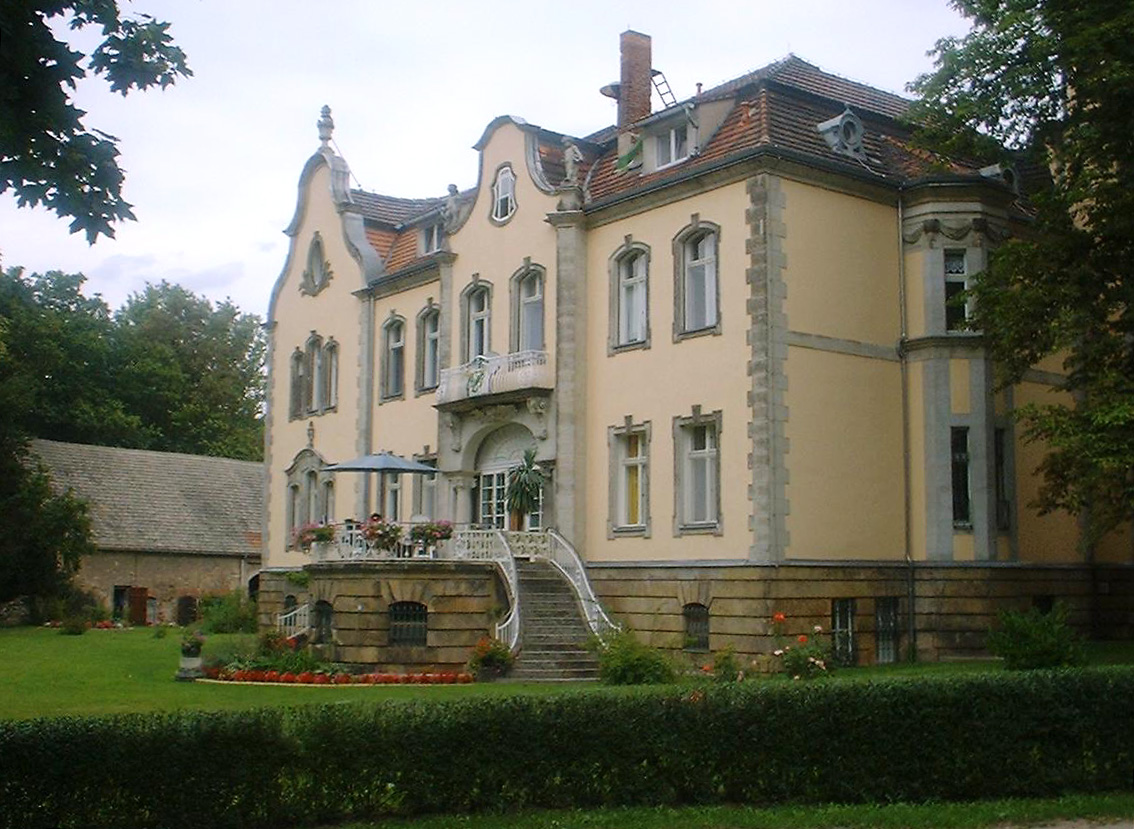
Villa Güldenstern
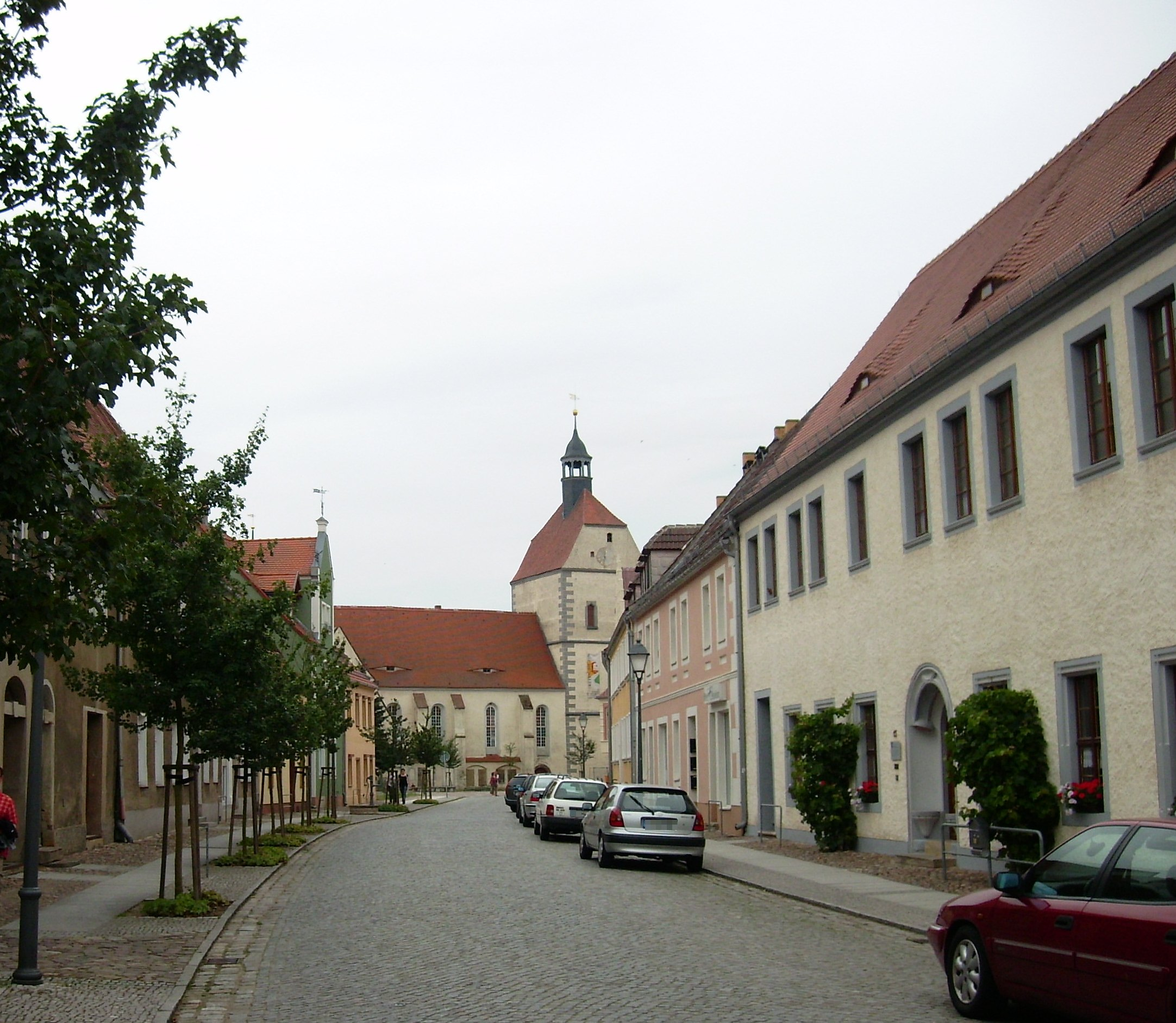
Kirchstraße mit Frauenkirche
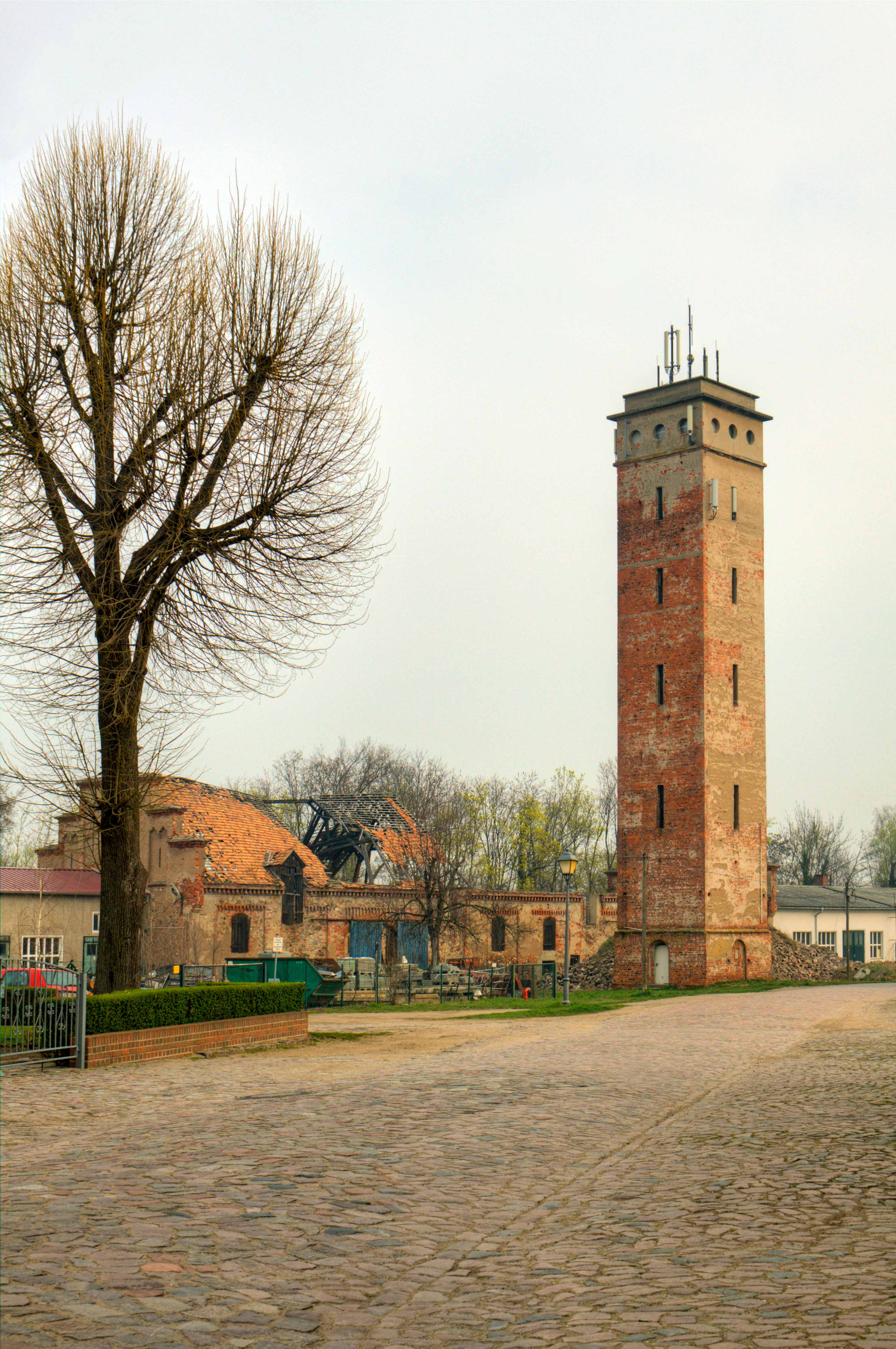
Водяная башня
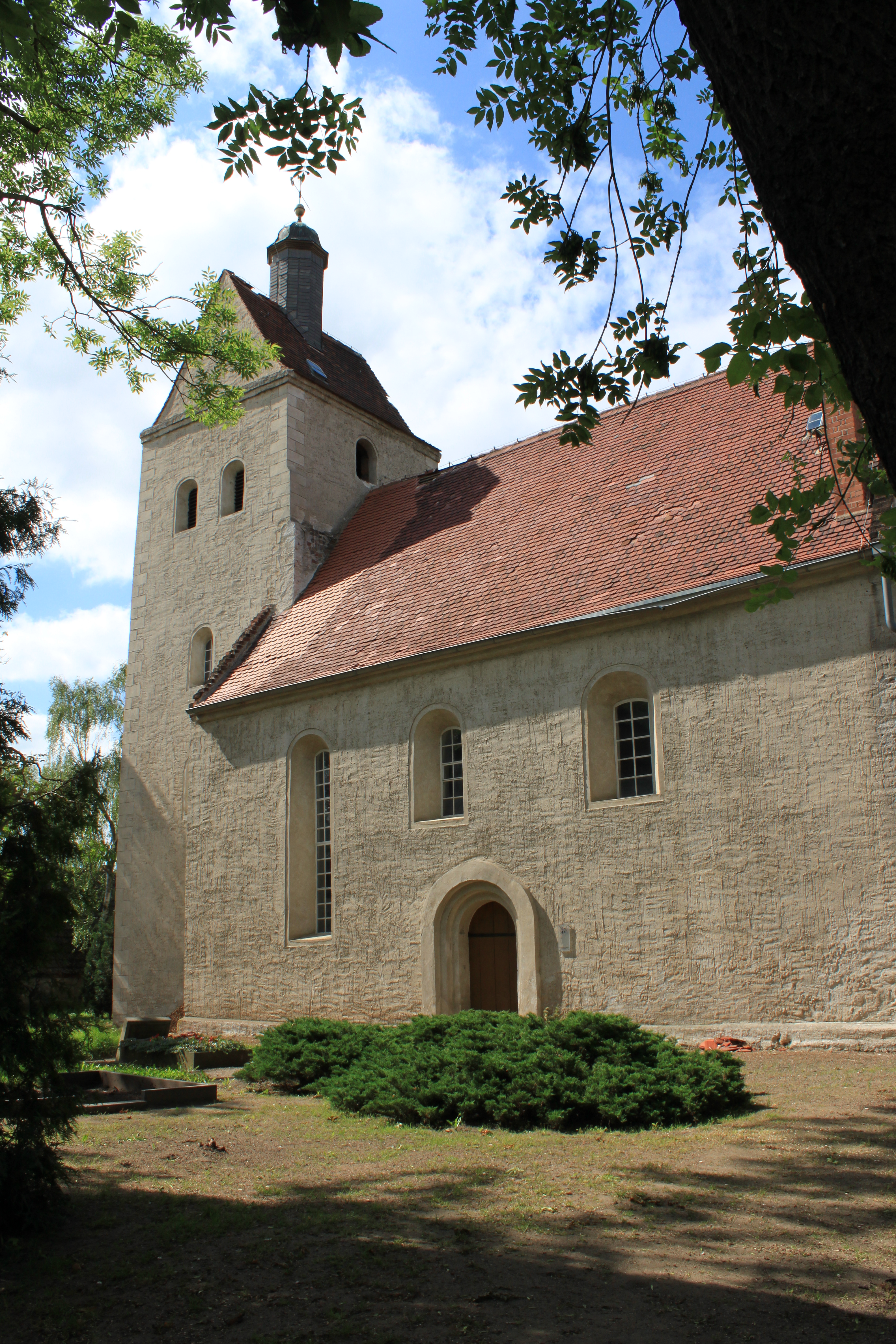
Kirche in Boragk
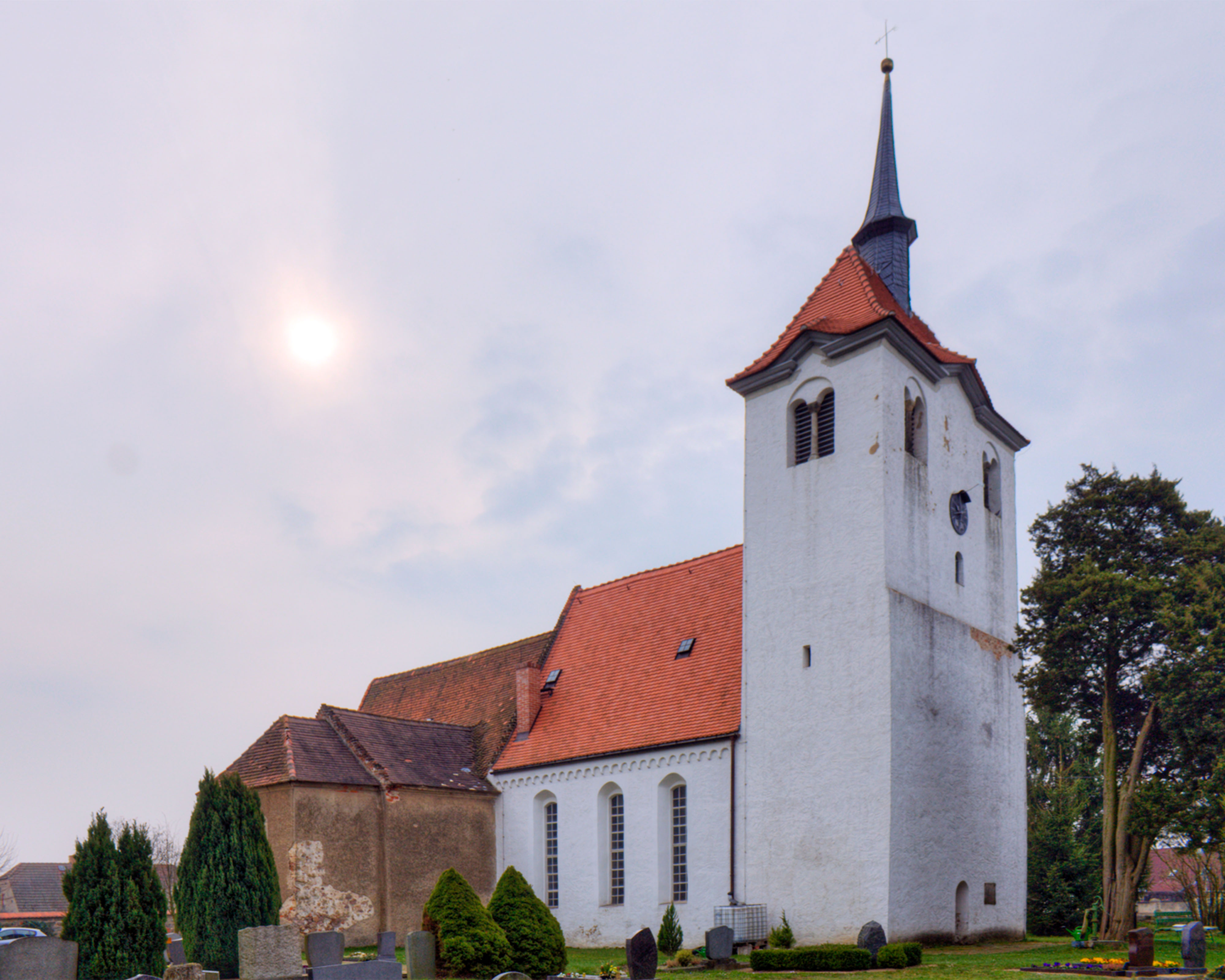
Kirche in Martinskirchen
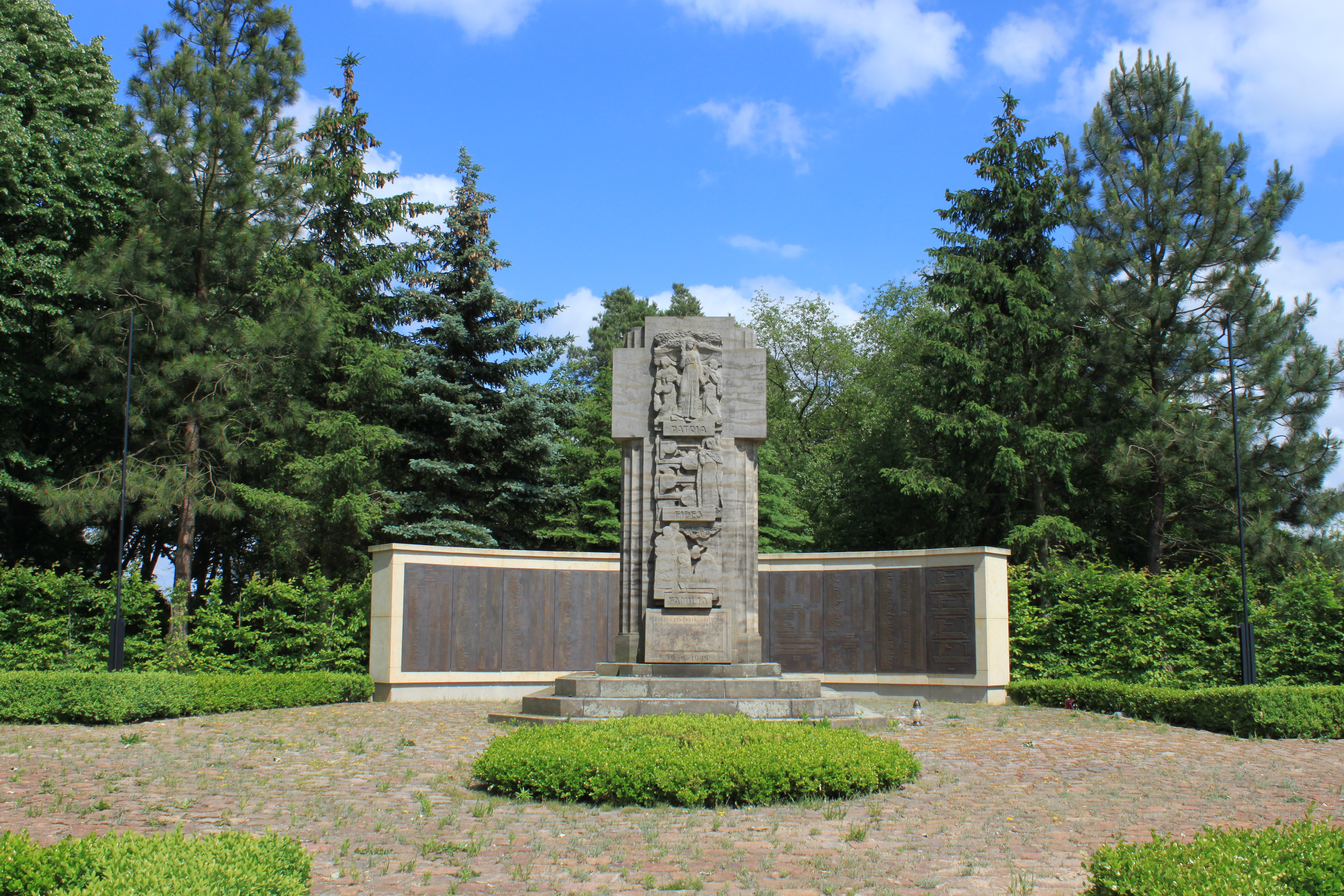